# Diabolical Desecration
Diabolical Desecration è il primo album in studio del gruppo thrash/black metal svedese Bewitched pubblicato nel 1996.

## Il disco
Il disco è uscito in vinile e in CD, pubblicato dall'etichetta francese Osmose Productions e distribuito dalla SPV, ed è stato preceduto dal demo Hellspell realizzato nel 1995. L'album riporta la dicitura "Recorded and mixed in the UMT Studio during three days of demonic possession in the month of August" (in italiano "Registrato e missato all'UMT Studio durante tre giorni di possessione damoniaca nel mese di agosto"). La maggior parte delle canzoni vede alla voce entrambi i chitarristi, Vargher e Blackheim.
Il CD è stato ristampato in digipack nel 2002 con l'aggiunta delle tracce dell'EP Encyclopedia of Evil. Questa versione contiene le cover di alcune delle band da cui hanno tratto maggiore ispirazione, come Venom, Bathory, Mercyful Fate, Celtic Frost e Black Widow.

## Tracce
Testi e musiche di Vargher, Blackheim.
1. Hard As Steel (Hot As Hell) – 5:36
2. Hell Cult – 2:44
3. Born Of Flames – 2:34
4. Deathspell – 3:14
5. Bloodthrist – 5:48
6. Burnin' Paradise – 2:37
7. Holy Whore – 3:18
8. Triumph Of Evil – 2:31
9. Firehymn – 1:43 – (strumentale)
10. Dressed In Blood – 4:41
11. Blade Of The Ripper – 3:38
12. The Witches Plague – 3:54
13. Diabolical Desecration – 4:24

Tracce bonus 2002
Encyclopedia of Evil EP 1996
1. Intro / Warhead (cover dei Venom) – 4:26
2. Sacrifice (cover dei Bathory) – 3:41
3. Evil (cover dei Mercyful Fate) – 4:53
4. Circle Of The Tyrants (cover dei Celtic Frost) – 4:45 – (Stormlord alla batteria)
5. Come To The Sabbath (cover dei Black Widow) – 4:54
6. Hellcult – 2:55

## Formazione
- Marcus "Vargher" Norman - voce (tranne traccia 7), chitarra
- Blackheim - voce (tranne tracce 3,6), chitarra
- Kristoffer "Wrathyr" Olivius - basso
- Reaper - batteria